# Notofagina
La notofagina és una dihidroxicalcona. És un glucòsid amb floretina
enllaçada de carboni a carboni. Hom pot trobar en el rooibos (Aspalathus linearis) i en el faig vermell de Nova Zelanda Nothofagus fusca. És un antioxidant fenòlic.